# Polynoncus sallei
Polynoncus sallei is een keversoort uit de familie beenderknagers (Trogidae). De wetenschappelijke naam van de soort is voor het eerst geldig gepubliceerd in 1872 door Harold.